# بیکون (نیویورک)
بیکون (به انگلیسی: Beacon) شهری در شهرستان داتچیز ایالت نیویورک است که در سرشماری سال ۲۰۱۰ میلادی، ۱۳۸۰۸ نفر جمعیت داشته است. بیکون، به‌طور رسمی در تاریخ ۱۹۱۳ میلادی به‌عنوان یک شهر شناخته شد.